# Mount Palmer
Mount Palmer ist ein vereister Berg auf der Thurston-Insel vor der Eights-Küste des westantarktischen Ellsworthlands. Er ragt am nördlichen Ende der Noville-Halbinsel auf.
Seine Position wurde anhand von Luftaufnahmen der United States Navy vom Dezember 1946 bestimmt, die bei der Operation Highjump (1946–1947) entstanden. Das Advisory Committee on Antarctic Names benannte ihn 1968 nach James Croxall Palmer (1811–1883), Chirurg auf dem Vollschiff Relief und später auf der Sloop Peacock während der United States Exploring Expedition (1838–1842) unter der Leitung des US-amerikanischen Polarforschers Charles Wilkes.